# Émile Bayard

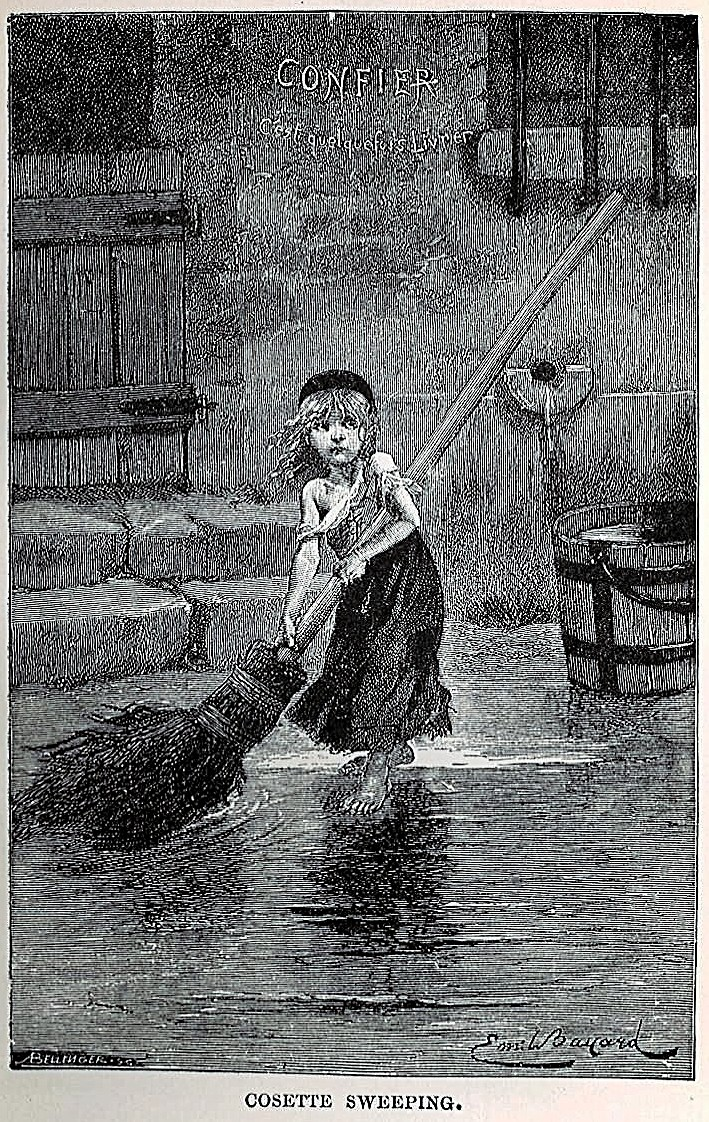
Cosette

Émile-Antoine Bayard, född den 2 november 1837 i La Ferté-sous-Jouarre, död i december 1891 i Kairo, var en fransk målare, dekoratör, tecknare och illustratör. 
Bayard var en av Léon Cogniets elever (och samtida med Gustave Doré) och inledde under 1850-talet sin karriär med porträtt och studier av hästar. Hans illustrationer publicerades regelbundet i dagstidningar och periodika som Le Journal de la jeunesse, Le Tour du monde, L'Illustration, Le Journal pour rire och Le Journal des voyages. 
Förläggaren Louis Hachette uppskattade Bayards arbete och anlitade honom ofta för sina böcker, bland annat volymerna i Bibliothèque rose. Han illustrerade även Victor Hugos Samhällets olycksbarn, Harriet Beecher Stowes Onkel Toms stuga, Alphonse Daudets L’Immortel, och Jules Vernes månsvit Från jorden till månen och Månen runt

## Galleri

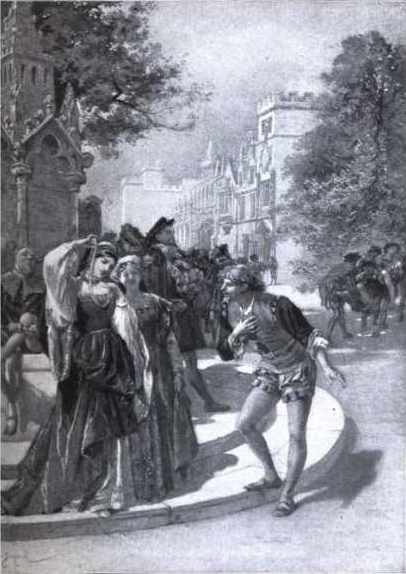
Illustration till Shakespeares Som ni behagar
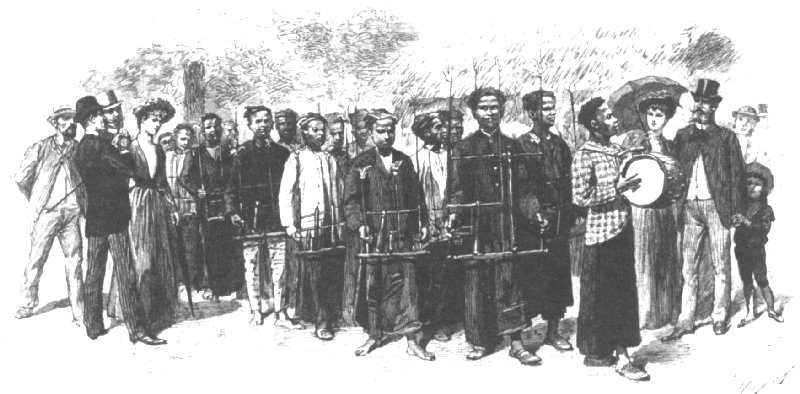
Angklungspelare. Teckning från L'Illustration år 1889.
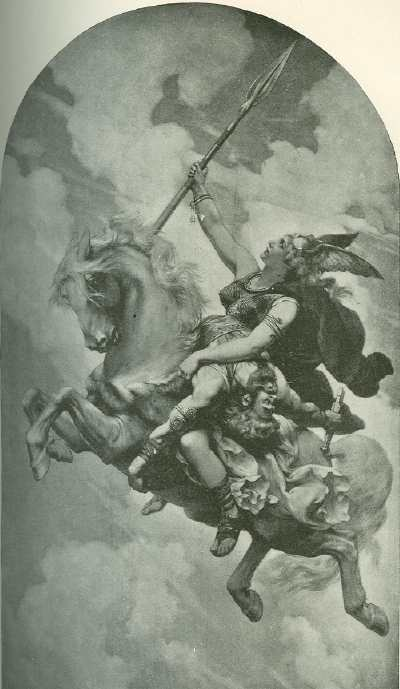
Valkyria
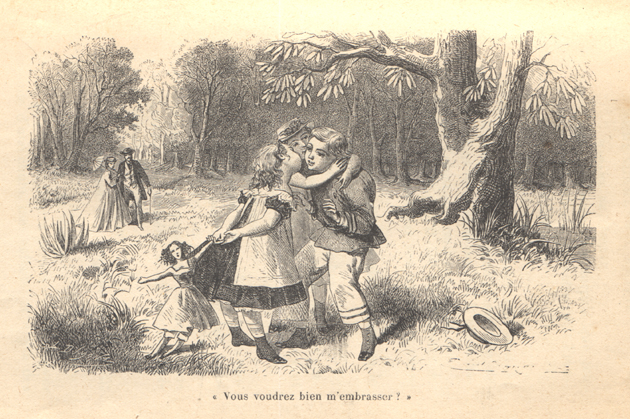
Illustration till François le bossu av grevinnan av Ségur

- Wikimedia Commons har media som rör Émile Bayard.